# Беднаржевская, Констанция
Констанция Беднаржевская (пол. Konstancja Bednarzewska, 10 апреля 1866, Варшава — 11 января 1940, Краков) — польская актриса театра и кино.

## Биография
Она была дочерью Петра Райковского и Магдалины, урождённой Павловской. Дебютировала ролью Елены в постановке «Пан Йовиальский» в труппе К. Каминского в Санкт-Петербурге 27 сентября 1892 года. Ещё до дебюта она вышла замуж за Северина Беднаржевского, но брак быстро распался. В сезоне 1893/1894 работала в Городском театре Кракова. Затем переехала во Львов, где оставалась до 1906 года.
В начале XX века была связана с театральным режиссёром Тадеушем Павликовским, с которым она должна была бежать из Львова. В 1909 году в прессе сообщалось, что во время поездки с 20-летним актёром Губертом Бжозовским она была им убита в Монте-Карло, что в итоге оказалось розыгрышем.
Она также играла в труппах Варшавских правительственных театров (1906-1908), в театрах Познани (1910-1911) и снова во Львове (1911-1913). В 1913 году она навсегда переехала в Краков и с тех пор, вплоть до ухода со сцены в 1930 году, играла в Театре им. Юлиуша Словацкого. Наибольших творческих успехов Констанция добилась, сыграв Диану в «Фантазии», Лауру в «Кордиане», Саломею в «Серебряном сне Саломеи», Елизавету в «Дон Карлосе», Офелию в «Гамлете». Почётный член Ассоциации польских артистов сцены.
Похоронена на Раковицком кладбище в Кракове (участок IX-Север-25).

## Фильмография
- 1927: Могила неизвестного солдата[пол.] — Мать Лазовского

## Награды
- Серебряный академический лавр (5 ноября 1935 года)[4]